# 2-idrossi-3-ossoadipato sintasi
La 2-idrossi-3-ossoadipato sintasi è un enzima appartenente alla classe delle transferasi, che catalizza la seguente reazione:
2-ossoglutarato + gliossilato ⇄ 2-idrossi-3-ossoadipato + CO2
L'enzima dei batteri ha bisogno di tiamina pirofosfato. Il prodotto decarbossila il 5-idrossi-4-ossopentanoato. L'enzima può decarbossilare il 2-ossoglutarato. L'acetaldeide può rimpiazzare il gliossilato.